# Walla Walla (Nuovo Galles del Sud)
Walla Walla è una città nella Contea di Greater Hume nel Nuovo Galles del Sud, Australia. Si trova a circa 39 km (24 miglia) a Nord di Albury-Wodonga e a circa 130 km (81 miglia) a Sud di Wagga Wagga.
La popolazione di Walla Walla ammontava a 581 persone nel 2006 e a 836 persone secondo il Censimento in Australia del 2016. Walla Walla è sede della più grande chiesa luterana nel Nuovo Galles del Sud.
Walla Walla ha un'altitudine di 196 m (643 ft) s.l.m. In estate, Walla Walla ha, mediamente, una temperatura massima durante il giorno di 31 °C (88 °F) e una temperatura minima di 13 °C (55 °F), mentre, in inverno, mediamente, ha una temperatura massima durante il giorno di 12 °C (54 °F) e una temperatura minima di 2 °C (36 °F), anche se le temperature massime possono raggiungere circa 45 °C (circa 115 °F) e l'area spesso sperimenta gelate durante l'inverno.
L'area di Walla Walla è stata abiatata per millenni dagli aborigeni Wiradjuri prima dell'arrivo degli europei.